# كيم كاراس
كيم كاراس (بالإنجليزية: Kym Karath)‏ هي عارضة وممثلة أمريكية، ولدت في 4 أغسطس 1958 بلوس أنجلوس في الولايات المتحدة.

## أعمال

### أفلام
- (1965) صوت الموسيقى[4][5][6]

## وصلات خارجية
- كيم كاراس على موقع IMDb (الإنجليزية)
- كيم كاراس على موقع ألو سيني (الفرنسية)
- كيم كاراس على موقع ميوزك برينز (الإنجليزية)
- كيم كاراس على موقع تيرنر كلاسيك موفيز (الإنجليزية)
- كيم كاراس على موقع أول موفي (الإنجليزية)
- كيم كاراس على موقع قاعدة بيانات الأفلام السويدية (السويدية)
- كيم كاراس على موقع ديسكوغز (الإنجليزية)
- كيم كاراس على موقع قاعدة بيانات الفيلم (الإنجليزية)
- كيم كاراس على موقع كينوبويسك (الروسية)